# Opium (historieta)
Opium es una serie de historietas creada por el autor español Daniel Torres en 1982 para la revista "Cairo" y continuada luego por otros autores.  Esta obra sirve tanto de parodia como de homenaje a la cultura popular, mostrando un futuro desvirtuado que recuerda a los cómics de aventuras americanos o a los folletines radiofónicos en los que los malvados disfrutan con el sufrimiento gratuito de la población. 

## Trayectoria editorial
Opium empezó a publicarse en la revista "Cairo".
En 1990, Norma Editorial lanzó una serie limitada de seis comic books, en la que Daniel Torres sólo dibujó las portadas y supervisó los argumentos. Sus guiones eran de Carlos Orín, Pérez Navarro, Miguel Silva y Marina Segarra; el dibujo, de Ramón Marcos e Incha; y el color, de Paco Hernández.
En el 2006, la misma editorial produjo un tomo recopilatorio de toda la serie, ISBN 84-9814-602-X.